# Jussi Saramo

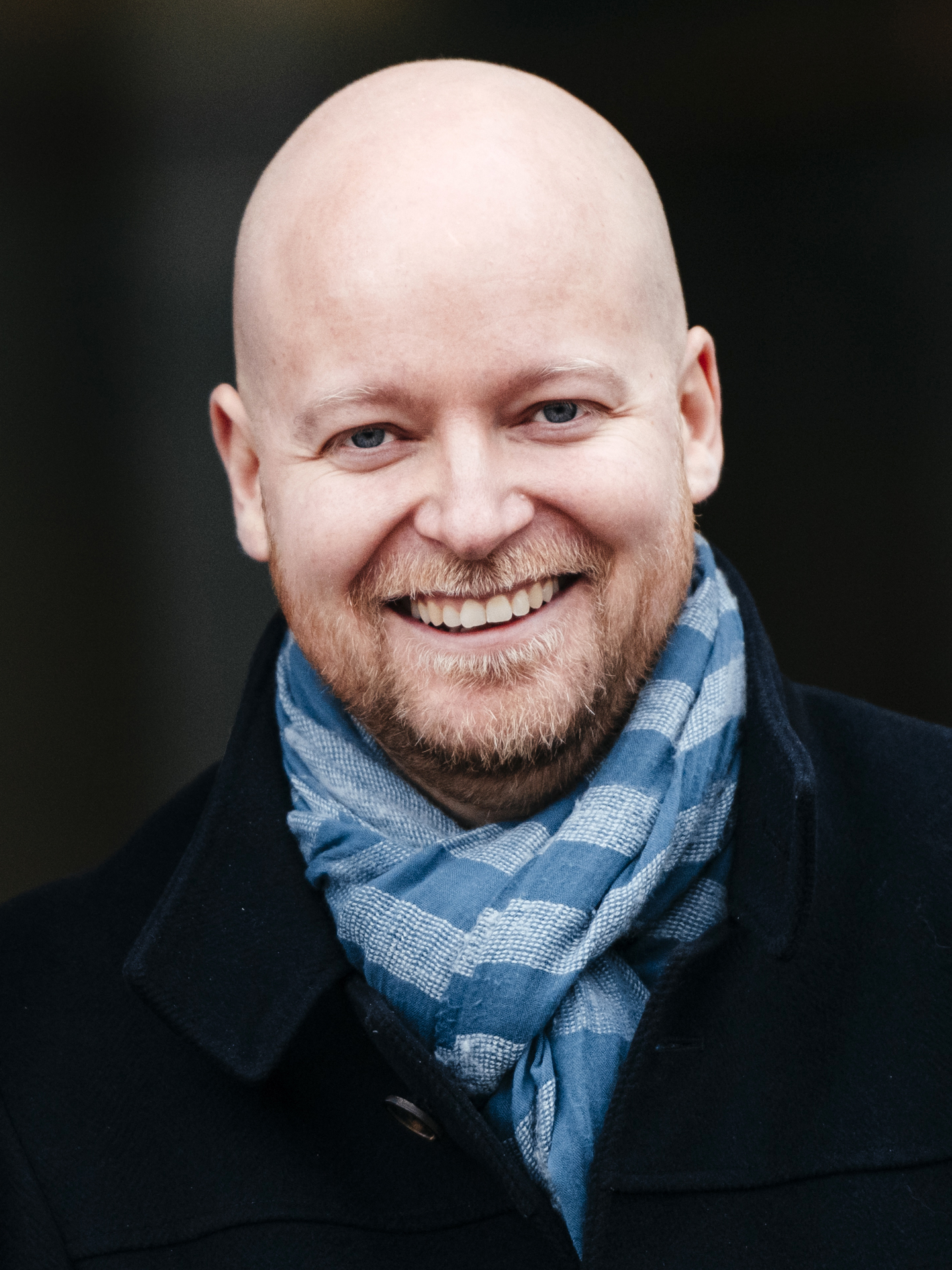
Jussi Saramo (2020)

Jussi Antero Saramo (* 9. Juli 1979 in Porvoon maalaiskunta) ist ein finnischer Politiker der Partei Linksbündnis. Er ist seit 2019 Mitglied des finnischen Parlaments für den Wahlkreis Uusimaa. Er war vom 20. Dezember 2020 bis zum 29. Juni 2021 übergangsweise Bildungsminister Finnlands.

## Leben
Saramo ist Mitglied im finnischen Parlament für das Linksbündnis im Wahlkreis Uusimaa. Er wurde bei den finnischen Parlamentswahlen 2019 ins Amt gewählt und fungierte als Bildungsminister im Kabinett Marin, während Parteichefin Li Andersson im Mutterschaftsurlaub war. 
Vor seiner Wahl ins Parlament war Saramo Vorstandsmitglied mehrerer finnischer Organisationen, darunter Veikkaus und Keva.